# HD 15558
HD 15558  là một ngôi sao dạng O với khối lượng 152 lần Khối lượng Mặt trời trong chòm sao Thiên Hậu.